# Chocimów-Dwór
Chocimów-Dwór – część wsi Chocimów w Polsce, położona w województwie świętokrzyskim, w powiecie ostrowieckim, w gminie Kunów.
W latach 1975–1998 Chocimów-Dwór administracyjnie należał do województwa kieleckiego.